# Introducing Palace Players
"Introducing Palace Players" је песма данског бенда Мју (енгл. Mew). Песма је објављена као први сингл са њиховог петог студијског албума No More Stories и првобитно је објављена на Мајспејс страници бенда 29. маја 2009. На овом синглу гостује фронтмен и гитириста групе Свирлиз (енгл. Swirlies), Дејмон Тутунјиан (енгл. Damon Tutunjian).

## Музички спот
Званични спот за песму "Introducing Palace Players" доживео је премијеру 29. јула 2009. године на интернет страници АОЛ Спинера.
Овај спот је први део трилогије, коју је осмислио и режирао вишеструко награђивани Мартин Де Тура (енгл. Martin de Thurah). Друга два спота биће снимљена за песме "Repeaterbeater" и "Beach", које се такође налазе на албуму No More Stories.